# Aspila spergulariae
Aspila spergulariae är en fjärilsart som beskrevs av Lederer 1857. Aspila spergulariae ingår i släktet Aspila och familjen nattflyn. Inga underarter finns listade i Catalogue of Life.